# Baeotis prima
Baeotis prima is een vlindersoort uit de familie van de prachtvlinders (Riodinidae), onderfamilie Riodininae.
Baeotis prima werd in 1868 beschreven door H. Bates.